# Tikokino
Tikokino est un village du district de Central Hawke's Bay sur la côte est de l’île du Nord de la Nouvelle-Zélande.

## Situation
Il est localisé à 20 km au nord-ouest de la localité de Waipawa et à 55 km au sud-ouest de la ville de Hastings.

## Bâtiments
Tikokino possède 8 bâtiments, qui sont enregistrés par Heritage New Zealand, comprenant le « Gwavas Station Homestead and Garden» en Catégorie I .